# Taksony, Pesta
Taksony (în germană Taks) este un sat în districtul Szigetszentmiklós, județul Pesta, Ungaria, având o populație de 6.010 locuitori (2011).

## Demografie
Componența etnică a satului Taksony
     Maghiari (77,21%)
     Germani (20,78%)
     Necunoscut (0,42%)
     Alții (1,59%)
Componența confesională a satului Taksony
     Romano-catolici (49,5%)
     Fără religie (11,53%)
     Reformați (8,27%)
     Atei (1,33%)
     Necunoscută (27,52%)
     Alte religii (2,93%)
Conform recensământului din 2011, satul Taksony avea 6.010 locuitori. Din punct de vedere etnic, majoritatea locuitorilor (77,21%) erau maghiari, cu o minoritate de germani (20,78%). Apartenența etnică nu este cunoscută în cazul a 0,42% din locuitori. Nu există o religie majoritară, locuitorii fiind romano-catolici (49,5%), persoane fără religie (11,53%), reformați (8,27%) și atei (1,33%). Pentru 27,52% din locuitori nu este cunoscută apartenența confesională.